# Autobetrieb Sernftal

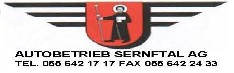
Signet des Autobetriebs Sernftal

Die Autobetrieb Sernftal AG (AS), auch Sernftalbus, ist ein Linienbusbetrieb im Schweizer Kanton Glarus und das Nachfolgeunternehmen der Sernftalbahn (SeTB).

## Geschichte
Nach der Stilllegung der Bahn wurde die Sernftalbahn AG in die Autobetrieb Sernftal AG umgewandelt, um den Personen- und Güterverkehr zwischen Schwanden und Elm weiterhin sicherzustellen. Die Fahrzeuge behielten die rote Hausfarbe und das geflügelte Glarnerwappen als Signet der Sernftalbahn bei. Mit der am 1. Juni 1969 erfolgten Umstellung auf Autobetrieb entfiel auch die Pflicht, für den Unterhalt der Strasse und die Schneeräumung aufzukommen, was die Betriebsrechnung im Gegensatz zur Bahn wesentlich entlastete. Der Personalbestand konnte von 21 (1968 bei der Bahn) auf 15 (Start Busbetrieb 1969) verringert werden – eine Zahl, die bis auf zwei zusätzliche Teilzeitarbeitskräfte bis heute Bestand hat.
In Elm wurde die Linie bis nach Chappelen verlängert, die engen Strassenverhältnisse liessen jedoch nur den Betrieb mit einem VW-Bus zu. Im Laufe der Zeit kamen weitere Buslinien dazu: Schwanden–Schwändi b. Schwanden und Schwanden–Kies im Jahr 1971 sowie Schwanden–Sool im Jahr 1975. Somit wuchs die Konzessionsstrecke auf eine Länge von 29,6 Kilometern.
Im Jahr 2019 beging das Unternehmen sein 50. Jubiläum.

## Fahrzeugbestand
Bei Betriebsaufnahme standen für Personentransporte sechs Fahrzeuge zur Verfügung: 4 Grossraumbusse von FBW à 45 Sitz- und 25 Stehplätzen, 1 Kleinbus à 23 Sitz- und 7 Stehplätzen und Personenanhänger à 32 Sitz- und 14 Stehplätzen. Ausserdem gab es noch 2 Gepäckanhänger.
Für die weiterhin wichtige Güterbeförderung wurden 1 Lastwagen von Saurer mit Hebebühne und Kran sowie mit 2-Achs-Anhänger, 1 Kipper-Lastwagen mit Kipper-Anhänger und 1 Viehtransport-Anhänger beschafft. Ausserdem stand noch 1 alter Lastwagen zur Verfügung.
1989 übernahm der Autobetrieb Sernftal von den Zugerland Verkehrsbetrieben einen FBW 50V mit Baujahr 1973, der 1997 ausgemustert wurde.
Der Geschäftsbericht 2023 nennt für den Personentransport einen Bestand von 4 Standardbussen von MAN und Mercedes (ab 2022), 1 Gelenk- und 3 Midibusse von MAN und 6 Kleinbusse von Kutsenits und Mercedes. Weiterhin ist 1 Gepäckanhänger in Betrieb sowie 2 Skianhänger. Der Doppelstockcar von Setra wird vor allem für Schülertransporte in Glarus Nord eingesetzt. Eine Schneefräse von Rolba rundet den Bestand ab. Gütertransport wird keiner mehr ausgeführt.

## Verbindungen
Die wichtigste Buslinie führt von Schwanden über Engi, Matt und Elm bis zum Weiler Steinibach. Weitere Busverbindungen existieren von Schwanden aus nach Schwändi, ins Kies und nach Sool. Ausserdem übernimmt der AS Bahnersatzkurse zwischen Schwanden und Linthal.